# Zawada (Zbrosławice)

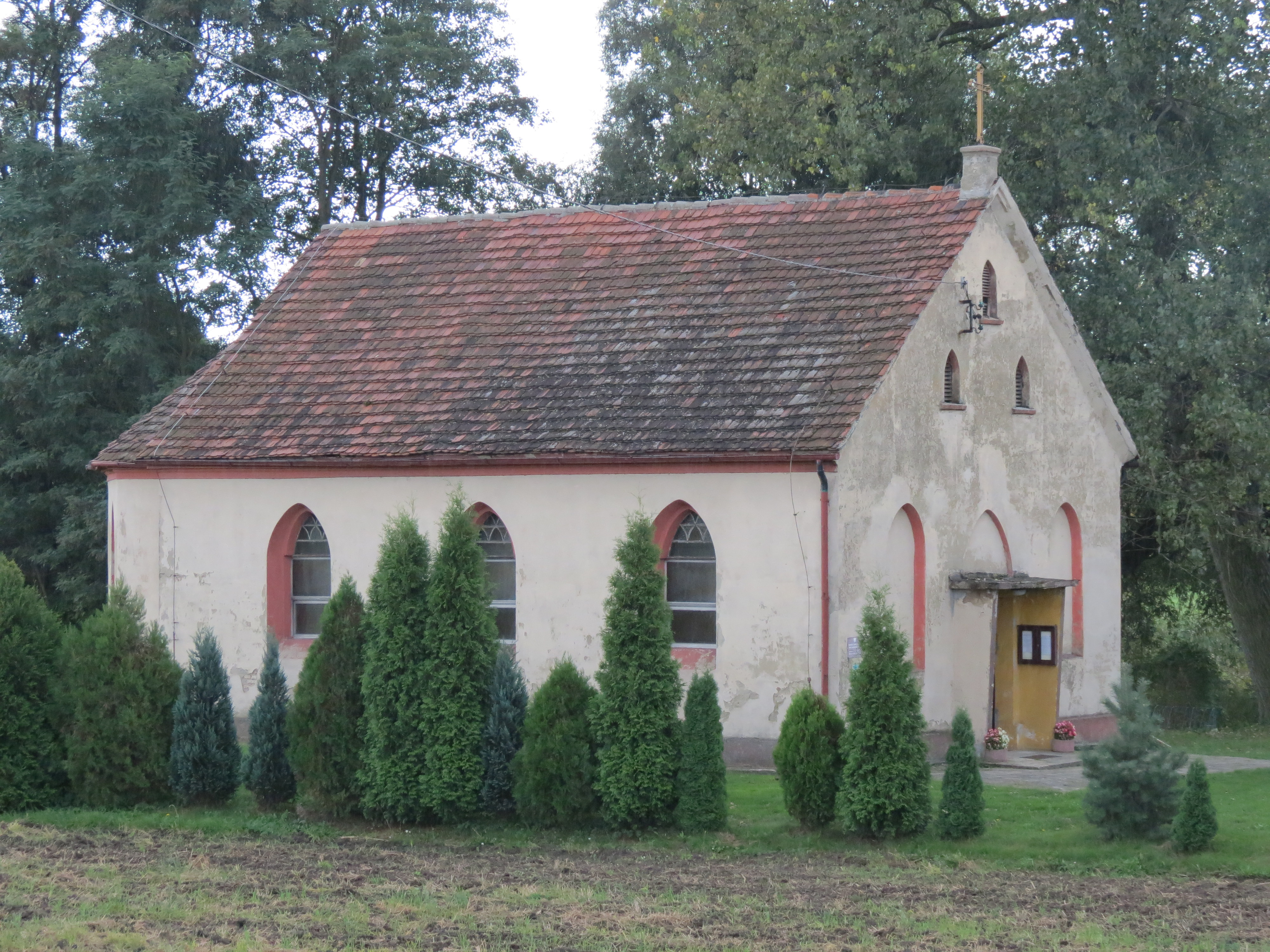
Die Markuskirche

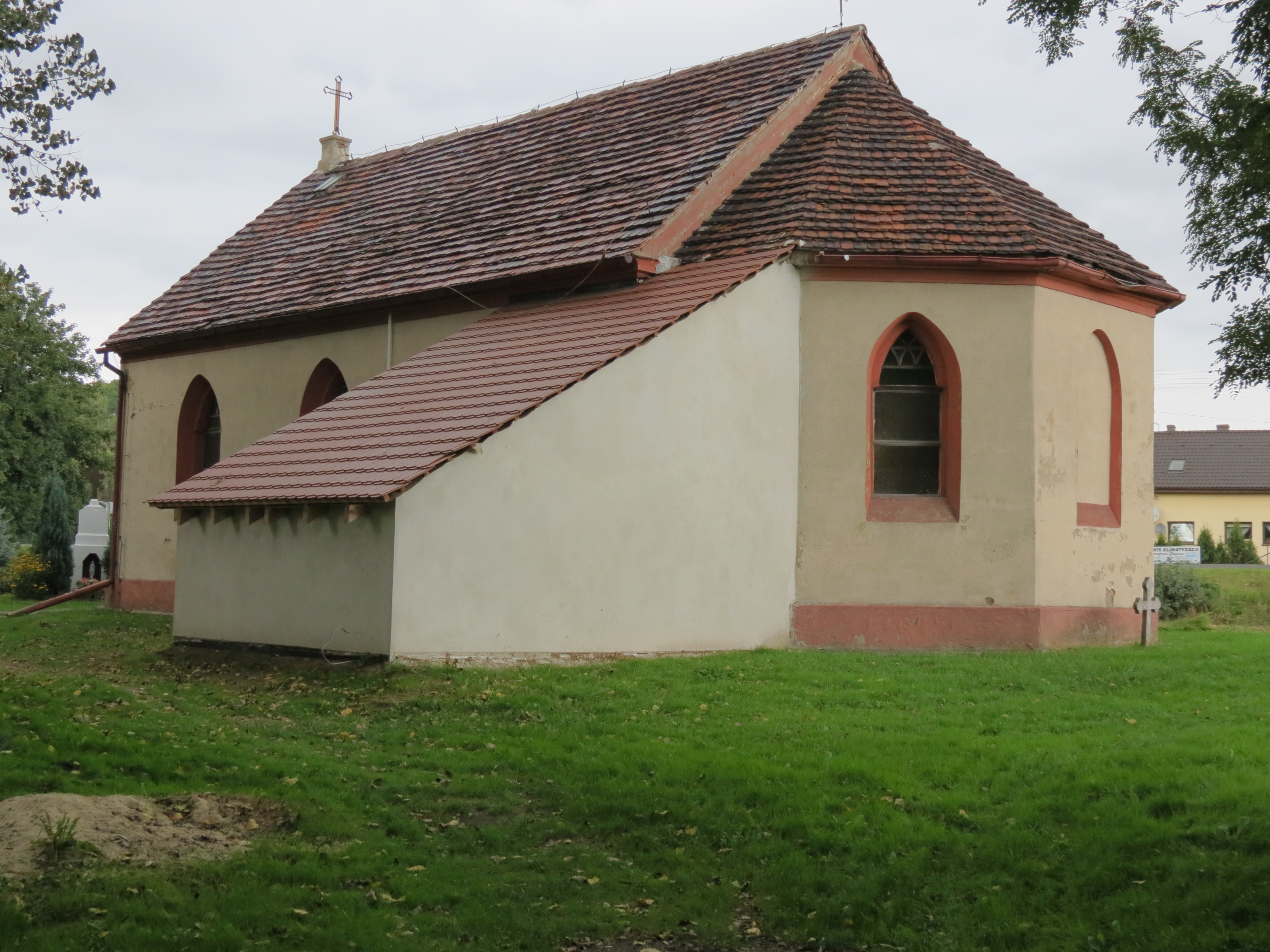
Die Markuskirche

Zawada (deutsch Zawada, 1936–1945 Bachweiler) ist eine Ortschaft in Oberschlesien. Sie liegt in der Gemeinde Zbrosławice (Broslawitz) im Powiat Tarnogórski (Kreis Tarnowitz) in der Woiwodschaft Schlesien.

## Geografie
Zawada liegt sieben Kilometer südwestlich vom Gemeindesitz Zbrosławice, 16 Kilometer südwestlich von der Kreisstadt Tarnowskie Góry (Tarnowitz) und 29 Kilometer nordwestlich von der Woiwodschaftshauptstadt Katowice (Kattowitz).
Der Ort liegt am Tal des Flusses Drama.

## Geschichte
Der Ort wurde 1783 im Buch Beytrage zur Beschreibung von Schlesien als Sowade erwähnt, lag im Landkreis Tost und hatte 126 Einwohner, ein Vorwerk, fünf Bauern und 20 andere Häuser. 1818 wurde der Ort als Sowada und ferner als Zowade erwähnt. 1865 bestand Zawada aus einem Rittergut und einem Dorf. Das Rittergut war seit 1863 im Besitz eines Herrn Bannert und besaß eine Brennerei. Das Dorf hatte zu diesem Zeitpunkt 27 Freigärtner und eine katholische Schule.
Bei der Volksabstimmung in Oberschlesien am 20. März 1921 stimmten 59 Wahlberechtigte für einen Verbleib bei Deutschland und 138 für eine Zugehörigkeit zu Polen. Zawada verblieb beim Deutschen Reich. Am 12. Februar 1936 wurde der Ort im Zuge einer Welle von Ortsumbenennungen der NS-Zeit in Bachweiler umbenannt. Bis 1945 befand sich der Ort im Landkreis Tost-Gleiwitz.
1945 kam der bis dahin deutsche Ort unter polnische Verwaltung und wurde anschließend der Woiwodschaft Schlesien angeschlossen und ins polnische Zawada umbenannt. 1950 kam der Ort zur Woiwodschaft Kattowitz. 1999 kam der Ort zum wiedergegründeten Powiat Tarnogórski und zur neuen Woiwodschaft Schlesien.

## Sehenswürdigkeiten
- Die Markuskirche aus dem Jahr 1852, sie ersetzte eine hölzerne Kirche aus dem 17. Jahrhundert. Errichtet im neogotischen Stil mit verputzter Fassade. Filialkirche von Karchowice.
- Die Peter-Paul-Kapelle, eine neogotische Kapelle mit roter Ziegelsteinfassade aus dem 19. Jahrhundert mit Glockentürmchen als Dachreiter.
- Schloss aus dem 19. Jahrhundert, 1906 umgestaltet.
- Steinerne Wegkreuze

## Wappen
Das Wappen bzw. Siegel zeigt einen Vogel mit Futter im Schnabel auf einem Steinhaufen. Das Wappen weist auf den ländlichen Charakter des Ortes hin. In der neuesten Version zeigt es den Vogel in Gold und die Steine in silber auf blauem Grund.